# Autonome Universiteit van Yucatán

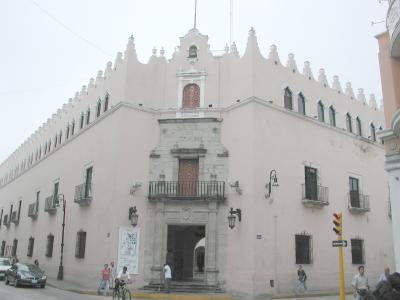
Hoofdgebouw

De Autonome Universiteit van Yucatán (Spaans: Universidad Autónoma de Yucatán, UADY) is een universiteit in de Mexicaanse stad Mérida.
De universiteit werd in 1922 opgericht onder de naam Universidad del Sureste door gouverneur van Yucatán Felipe Carrillo Puerto op de plaats van een jezuïetenschool uit de 17e eeuw. Gouverneur Víctor Cervera Pacheco kende de universiteit in 1984 universitaire autonomie toe en veranderde de naam in Universidad Autónoma de Yucatan.